# Xanthorhoe euthytoma
Xanthorhoe euthytoma är en fjärilsart som beskrevs av Louis Beethoven Prout 1926. Xanthorhoe euthytoma ingår i släktet Xanthorhoe och familjen mätare. Inga underarter finns listade i Catalogue of Life.